# Heidehäuser (Wülknitz)
Heidehäuser ist ein Ortsteil der sächsischen Gemeinde Wülknitz im Landkreis Meißen. Heidehäuser hat 80 Einwohner.

## Geografie und Verkehrsanbindung

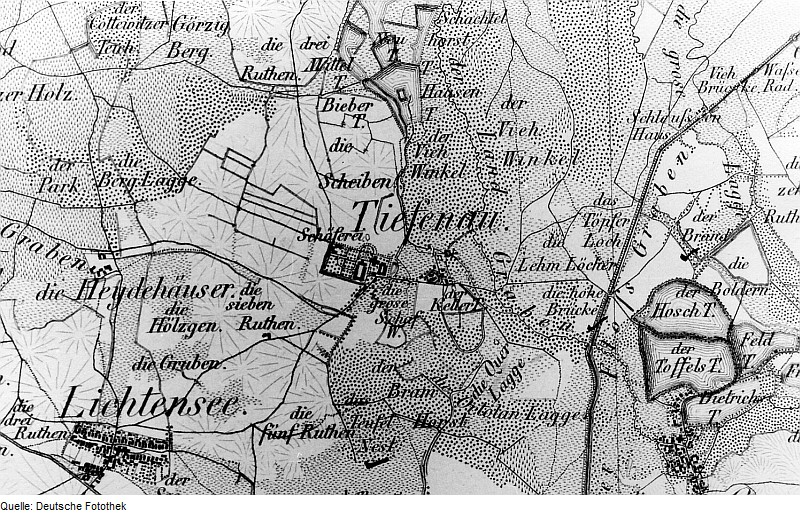
Heidehäuser auf einer Karte von 1839

Heidehäuser auf einer geschichtlichen Karte des Kreises Liebenwerda (1910).

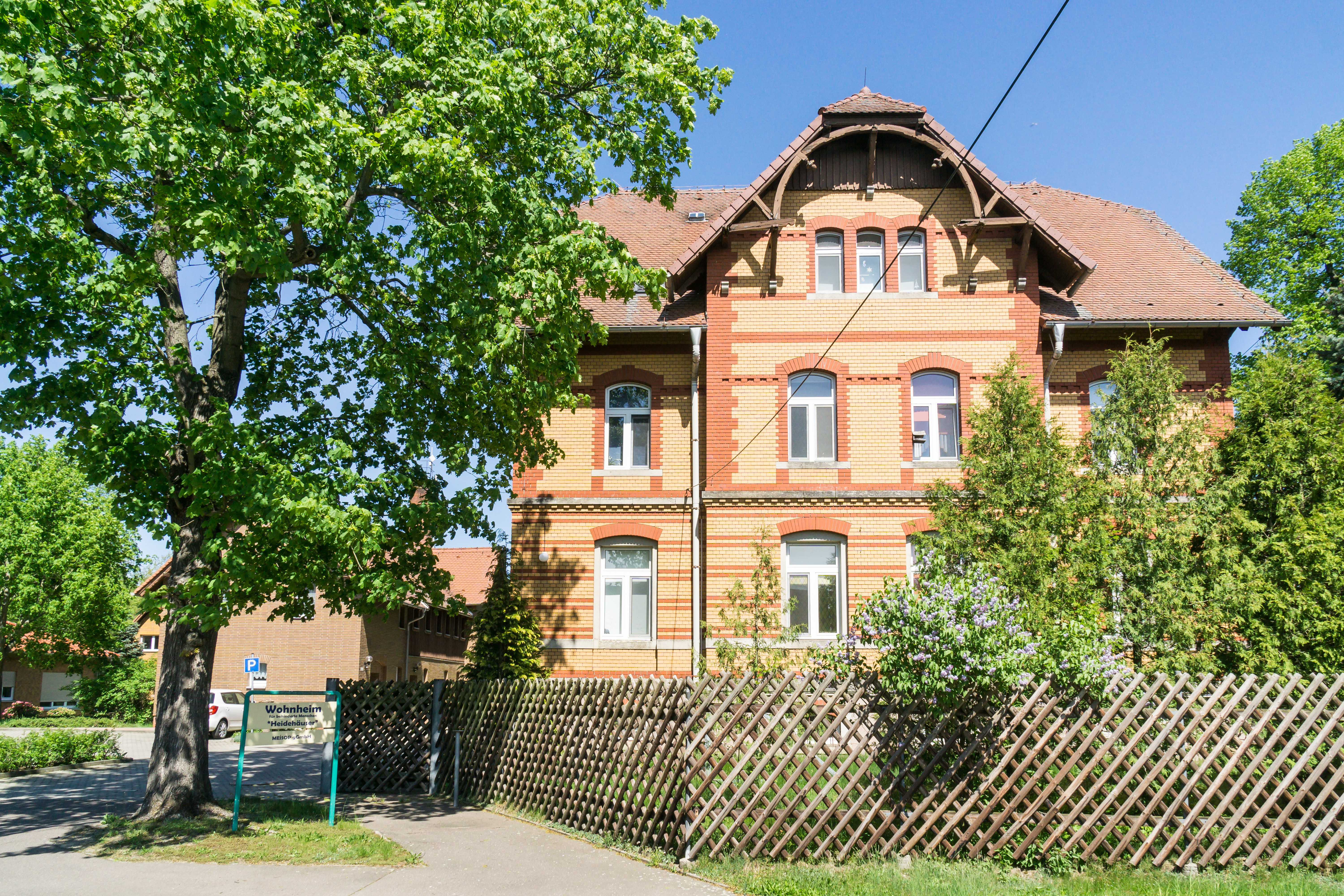
Ehemalige Försterei Heidehäuser (2018)

Um 1900 wurde der Ort als Gutssiedlung mit verstreutem Häuslerabbau beschrieben und war von einer Gutsblockflur umgeben. Östlich von Heidehäuser liegt die Gohrischheide. Die umliegenden Orte sind im Norden Spansberg und Nauwalde, im Osten Tiefenau, im Südosten Wülknitz und im Süden Lichtensee. Durch Heidehäuser verläuft der Teufelsgraben, eine alte Grenzbefestigung, die von Koselitz bis nach Fichtenberg verläuft. Die Bundesstraße 169 tangiert Heidehäuser.

## Geschichte
Bis 1768 bestand Heidehäuser nur aus einer Schäferei in der Flur Lichtensee.
Die teilweise zeilenartige Häusergruppe  war 1791 zum Amt Mühlberg gehörig. Die Grundherrschaft übte damals das Rittergut Fichtenberg aus. 1816  gehörte der Ort zum Amt Oschatz. Später gehörte die Schäferei zum Rittergut Kreinitz. 1834 bildete sich aus der Häusergruppe eine eigenständige Gemeinde mit 24 Einwohnern. Um 1840 bestand Heidehäuser aus vier Häusern und einem Forsthaus, das aus der Schäferei entstanden war.  Drei dieser Häuser entstanden 1768, 1794 und 1802 und waren alle auf Rittergutsland gebaut. Der Ort war nach Lichtensee gepfarrt und die elf Schulkinder gingen auch dorthin zur Schule trotz der Zugehörigkeit zu Kreinitz. Gerichtsherr war der Besitzer des Rittergutes Kreinitz, Christoph Hanns von Egidy. Zwischen 1856 und 1875 gehörte Heidehäuser zum Gerichtsamt Großenhain, danach zur Amtshauptmannschaft Großenhain. 1858 wurde Heidehäuser nach Lichtensee eingemeindet. Im Jahr 1871 war die Einwohnerzahl auf 35 gestiegen. Das Forstamt des Forstbezirkes Gohrischheide wurde nach 1892 von Gohrisch nach Heidehäuser verlegt, da dieser Ort im Zuge der Erweiterung des Truppenübungsplatzes Zeithain geräumt werden musste. 1952 wurde der Ort Teil des aus der Amtshauptmannschaft Großenhain gebildeten Kreises Riesa. Im Jahr 1994 wurde der Landkreis Riesa Teil des neu gebildeten Landkreises Riesa-Großenhain, der zum 1. August 2008 in den durch die Kreisreform Sachsen 2008 gebildeten neuen Landkreis Meißen überging. Seit 2001 gehört Heidehäuser zur Kirchgemeinde Streumen.

Historische Ansichten von Heidehäuser um 1900
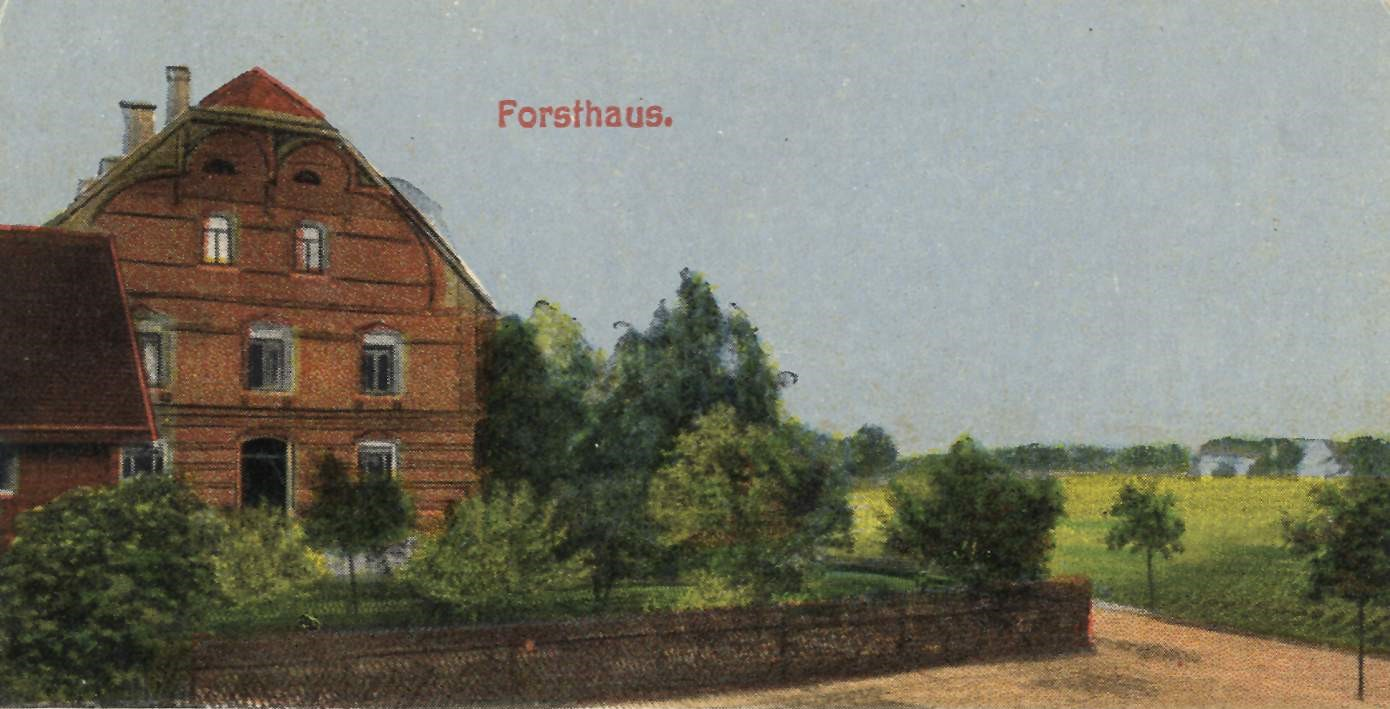
Forsthaus
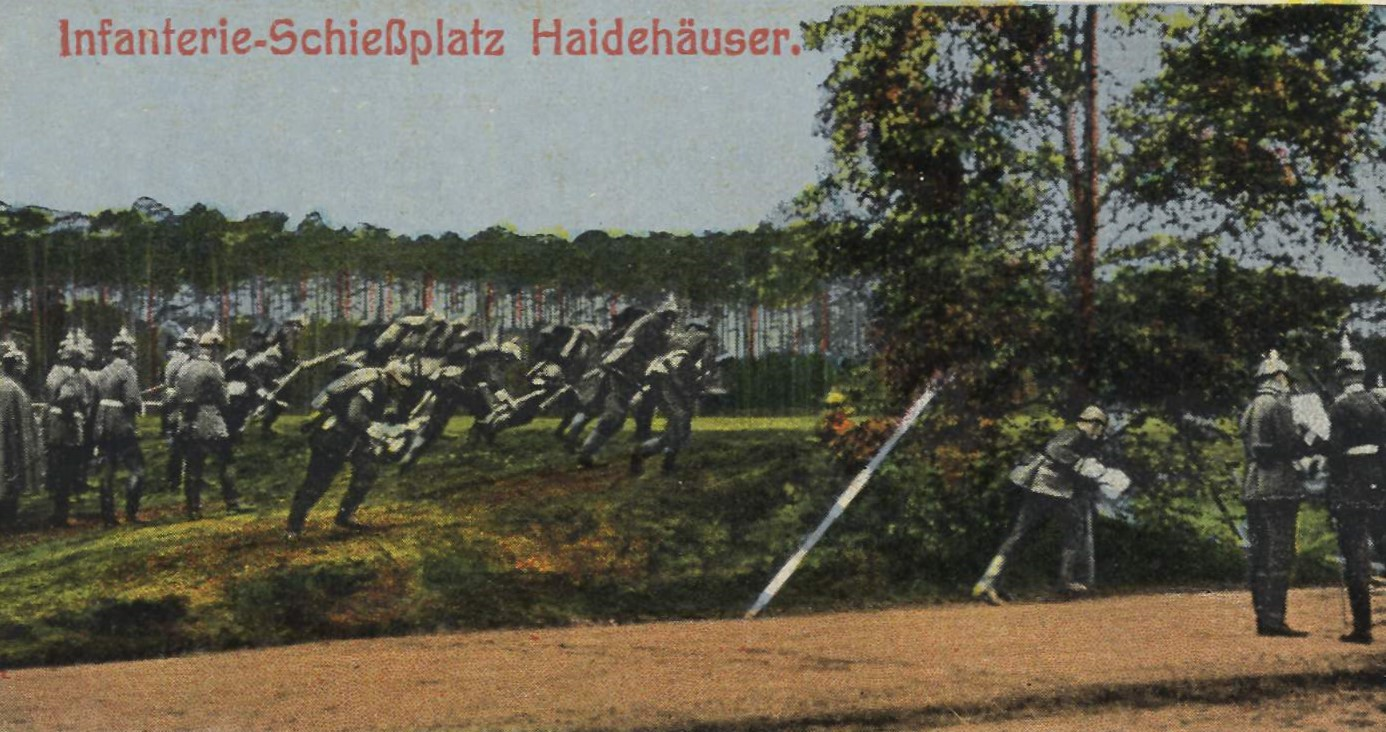
Schießplatz
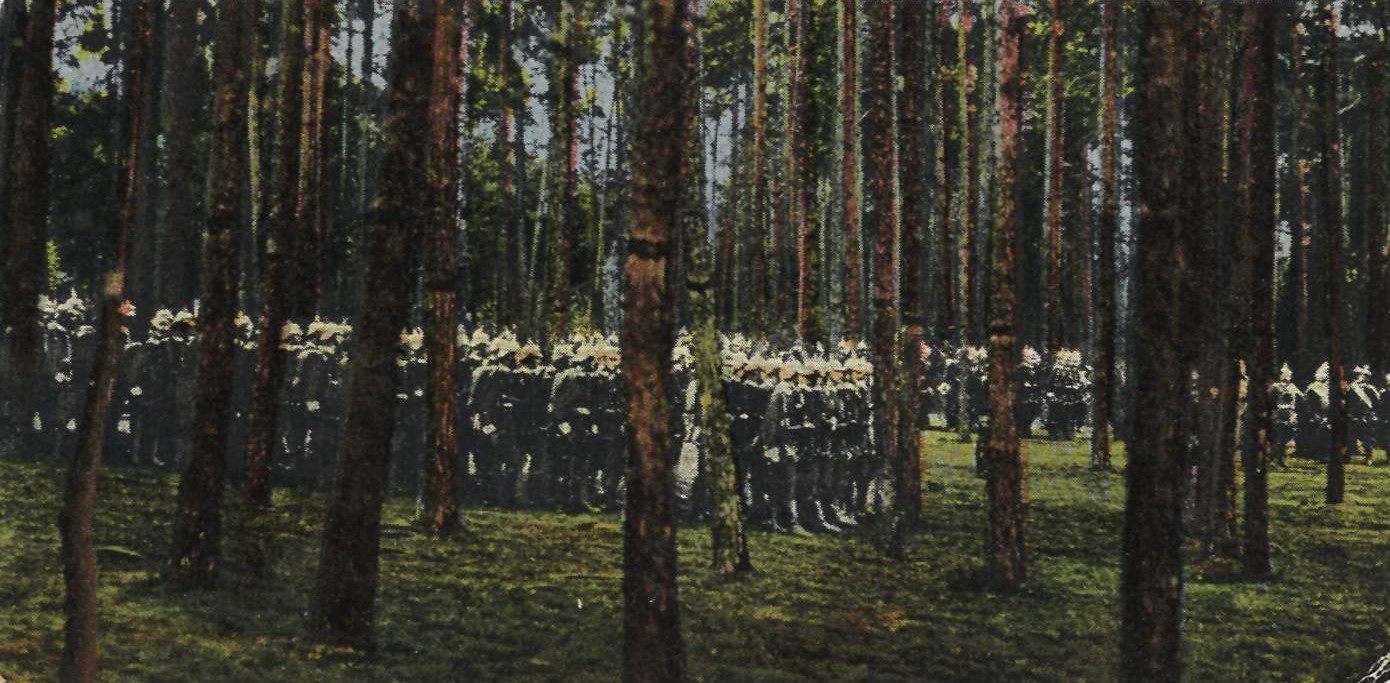
Schießplatz

## Infrastruktur
Auf dem Gelände des ehemaligen Forsthauses befindet sich ein modernes Heim für behinderte Kinder, Jugendliche und Erwachsene. Des Weiteren existiert im Ort ein Gasthof.